# Sieversdorf-Hohenofen
Sieversdorf-Hohenofen là một đô thị thuộc huyện Ostprignitz-Ruppin, bang Brandenburg, Đức. Đô thị Sieversdorf-Hohenofen có diện tích 19,83 km², dân số thời điểm 31 tháng 12 năm 2006 là 843 người.